# Cohicaleyrodes recurvispinus
Cohicaleyrodes recurvispinus là một loài côn trùng cánh nửa trong họ Aleyrodidae, phân họ Aleyrodinae.
Cohicaleyrodes recurvispinus được Cohic miêu tả khoa học đầu tiên năm 1966.